# فرودگاه وود لیک
فرودگاه وود لیک  (به انگلیسی: Woodlake Airport)  یک فرودگاه همگانی   است که یک باند فرود آسفالت/شن دارد و طول باند آن ۱۰۱۲ متر است. این فرودگاه در  کشور ایالات متحده آمریکا قرار دارد و در ارتفاع ۱۲۹٫۵ متری از سطح دریا واقع شده است.